# Манго (Кунео)
Манго (итал. Mango) је насеље у Италији у округу Кунео, региону Пијемонт.
Према процени из 2011. у насељу је живело 537 становника. Насеље се налази на надморској висини од 493 м.

## Становништво
Према резултатима пописа становништва 2011. у општини је живело 1.334 становника.
| 1936. | 1951. | 1961. | 1971. | 1981. | 1991. | 2001. | 2011. |
| ----- | ----- | ----- | ----- | ----- | ----- | ----- | ----- |
| 2.785 | 2.216 | 1.730 | 1.546 | 1.460 | 1.348 | 1.334 | 1.334 |